# Jean Boussac
Jean Boussac est un géologue et professeur français, né à Paris le 19 mars 1885 et mort pour la France à Ville-sur-Cousances le 23 août 1916. Son parcours académique et scientifique s’est distingué par des contributions significatives à la géologie, en particulier à l'étude des formations nummulitiques, tout en étant altéré par le tragique contexte de la Première Guerre mondiale, durant laquelle il a perdu la vie.

## Biographie

### Famille
Il s'est marié le 16 juillet 1912 à Varces-Allières-et-Risset dans l'Isère avec Jeanne Termier, avec qui il avait deux enfants, un fils, Christophe, et une fille, Claire. Tragiquement, il ne vit jamais sa fille, qui n'avait que quatre mois à sa mort.

### Enfance et Formation
Dès l’âge de 15 ans, il commence à collectionner des fossiles, montrant un intérêt précoce pour la géologie,. Il fit ses études au lycée Montaigne et à Louis-le-Grand, puis à l'institut catholique,.

### Carrière académique
En 1908, il fut nommé préparateur à la Sorbonne. Son travail et ses recherches lui valurent rapidement une reconnaissance croissante dans le milieu scientifique. En 1912, il succéda à l'illustre Albert de Lapparent sur la chaire de géologie de l'Institut catholique.

### Contributions scientifiques
Le 20 janvier 1913, Jean Boussac soutient ses thèses de doctorat ès sciences, sur ses études straligraphiques sur le Nummulitique alpin et l'Essai sur l'évolution des Cérithidés. L'une de ces thèses obtenait le prix Fontannes, de la Société géologique de France, et l'autre, le prix Fontannes, de l'Académie des sciences.
Jean Boussac apporta des contributions majeures à la compréhension des formations géologiques, notamment pendant la période Nummulitique. Ses études sur les Nummulites, des foraminifères qui jouent un rôle clé dans la stratigraphie, dans les Alpes et ailleurs, révélèrent des aspects fondamentaux de la géologie tertiaire. Grâce à ses recherches, il participa aussi à l'élaboration de la carte géologique de France.
Il a publié de nombreuses notes scientifiques et trois ouvrages majeurs : Études paléontologiques sur le Nummulitique alpin, Études stratigraphiques sur le Nummulitique alpin et Essai sur l'évolution des Cérithidés.

### Engagement militaire et mort
Avec le déclenchement de la Première Guerre mondiale, Jean Boussac rejoint rapidement le 82e régiment d'infanterie. Sa première blessure survient en septembre 1914 près de Verdun, suivie d'une évacuation vers un hôpital à Montpellier où il subit un long traitement. Malgré sa condition physique précaire, il continue à envoyer ses ouvrages et lectures à l'avant pour rester engagé avec son domaine scientifique. Après sa guérison, il retourne au front, où il subit à nouveau une blessure grave en juillet 1915 en Argonne. Il est évacué sur un hôpital de Beaulieu-sur-Mer. Bien qu’il soit gravement blessé à deux reprises, il refuse d'être affecté à un service moins exposé, estimant que son devoir était de rester au front,.
En juin 1916, Boussac est affecté au 289e régiment d'infanterie et envoyé à Verdun, un des lieux les plus emblématiques du conflit. Le 12 août, il est grièvement blessé par des éclats d’obus pendant l'exécution de travaux de fortification vers Béthelainville. Évacué vers l'ambulance de Ville-sur-Couzance, il décèdera dix jours plus tard, le 22 août.,

## Décoration
- Médaille militaire[4]

- Croix de guerre[4].

## Hommage
- Pointe Jean Boussac (3118 m), une des pointes des Rochers du Genépy dans le Groupe de la Sana (Massif de la Vanoise), dénommé sous l'impulsion  de Pierre Lory (1866-1956)[5].

## Œuvres

### Ouvrages scientifiques
- Première note sur les cérithes : révision du groupe du Potamides tricarinatus Lamk, Paris : Société géologique de France , 1905
- Sur le parallélisme des couches éocènes supérieures de Biarritz et du Vicentin, Paris : Gauthier-Villars , 1905
- Le terrain nummulitique des Alpes méridionales, Lille : Le Bigot frères, 1906
- Développement et morphologie de quelques foraminifères de Priabona ; Sur la formation du réseau des nummulites réticulées, Lille : Le Bigot frère , 1906
- Sur la faune marine de l'étage ludien, Rennes : Oberthür, 1907
- Observations sur la faune des couches supérieures de Bracklesham à nummulites variolarius, Lille : Liègeois-Six, 1907
- Observations sur l'éocène et l'oligocène du Hampshire, Paris : Gauthier-Villars , 1907
- Eocène moyen et éocène supérieur, Lille : Le Bigot Frères , 1907
- Sur la distribution des niveaux et des facies du mésonummulitique dans les Alpes, Paris : Gauthier-Villars , 1908

- Les Méthodes stratigraphiques et le nummulitique alpin. Observations sur le nummulitique des Alpes suisses, Lille, impr. de Le Bigot frères, 1909
- Du caractère périodique de la mutabilité chez les cérithes méso-nummulitiques du bassin de Paris , Paris : Gauthier-Villars , 1909
- Révision du nummulitique alpin : feuilles d'Avignon, Nice et Antibes au 320.000e, Laval : L. Barnéoud , 1909
- Les méthodes stratigraphiques et le nummulitique alpin : Observations sur le nummulitique des Alpes suisses, Lille : Le Bigot frères, 1909
- Nummulitique helvétique et nummulitique préalpin dans la Suisse centrale et orientale, Paris, Gauthier-Villars , 1910
- Du rôle de l'hypothèse en paléontologie stratigraphique, Paris, 1910
- Interprétation tectonique du flysch dit autochtone de la Suisse centrale et orientale,Paris : Gauthier-Villars , 1910
- Sur la présence du priabonien dans le nord du Maroc, avec Louis Gentil, Macon : Protat frères , 1910

- Études stratigraphiques et paléontologiques sur le nummulitique de Biarritz, Paris : Laboratoire de géologie , 1911
- Études paléontologiques sur le nummulitique alpin, Paris : Imprimerie nationale , 1911
- Essai sur l'évolution des cérithidés dans le mésonummulitique du bassin de Paris, Paris, Laboratoire de géologie à la Sorbonne, 1912
- Le massif cristallin ligure, avec Pierre Termier, Macon : Protat Frères, 1912
- Sur la constitution géologique de la Haute-Tarentaise, Paris : Gauthier-Villars, 1913

### Lettres
- Lettres de guerre inédites, Jean Boussac (1885-1916), Pierre Teilhard de Chardin (1881-1955), Paris, OEIL , 1986

## Sources
- Larousse du XXe siècle en six volumes. Tome 1, 1928-1933, p. 825,
- Notice nécrologique sur Jean Boussac, 30 juin 1917, par Maurice Lugeon, (B.S.G.F., 4e sér. t. XVII, pp. 321-341)